# Hibiscadelphus crucibracteatus
Hibiscadelphus crucibracteatus (hawaiischer Name: „Lava Hau Kuahiwi“) ist eine ausgestorbene Pflanzenart aus der Gattung Hibiscadelphus innerhalb der Familie der Malvengewächse (Malvaceae). Er war endemisch auf der hawaiischen Insel Lānaʻi.

## Beschreibung
Hibiscadelphus crucibracteatus war ein laubabwerfender Baum, der eine Wuchshöhe von sechs Meter erreichte. Der Stamm hatte einen Durchmesser von 16 Zentimeter. Die Laubblätter waren fünf bis vierzehn Zentimeter lang und ungelappt. Die Blattspreite war eiförmig bis breit eiförmig. Die Oberseite war im Wesentlichen glatt. An der Unterseite hatten die Blätter sternförmige Haarbüschel in den Nervenachseln. Der ganzrandige Blattrand war sieben- bis elfzähnig und der Blattgrund offen herzförmig. Die Blattstiele waren 1,5 bis 5 Zentimeter lang. 
Die Blüten waren einzelstehend. Die Blütenstiele waren 2 bis 3,5 Zentimeter lang. Die vier bis fünf grünen, glatten, spatelförmigen und an der Basis leicht verwachsenen Kelchblätter waren 20 bis 30 Millimeter lang, 3 bis 7 Millimeter breit und zeigten eine hervorstehende Mittelrippe. Die Kronblätter waren dunkelviolett, unauffällig geädert und zwischen 5 und 6,5 cm lang. Die Columna war 4,2 bis 4,9 Zentimeter lang. 
Die Kapselfrüchte waren holzig, fast kugelförmig, fünfkantig, vorspringend und circa 2,3 bis 2,7 cm lang. Das Mesokarp war kräftig entwickelt und netzartig. Es gab zehn Endokarp-Schichten. Die Samen waren fünf bis sieben Millimeter lang und matt gräulichweiß behaart.

## Status
1981 wurde auf einem trockenen, windwärts gerichteten Hang des Puhiʻelelū Ridge auf Lānaʻi in einer Höhenlage von 750 m NN ein einzelner Baum entdeckt, der 1985 einging. Bemühungen des Botanikers Robert W. Hobdy, diesen Baum durch Sämlinge zu retten, blieben erfolglos. Der genaue Grund für das Aussterben der Art ist nicht bekannt, aber vermutlich haben die Zerstörung der Feuchtwälder auf Lānaʻi durch Axishirsche und die Verdrängung der endemischen Vegetation durch invasive Pflanzen eine große Rolle gespielt.